# Грязнов, Владимир Михайлович (Герой Советского Союза)
Владимир Михайлович Грязнов (14 ноября 1924, Лежнево, Владимирская губерния — 19 февраля 1998, Иваново) — командир взвода автоматчиков 39-го гвардейского стрелкового полка 13-я гвардейская стрелковая дивизия, 5-я гвардейская армия, 1-й Украинский фронт, гвардии лейтенант. Герой Советского Союза.

## Биография
Родился 14 ноября 1924 года в поселке Лежнево ныне Лежневского района Ивановской области в семье рабочего. Русский. Окончив 8 классов, работал электромонтёром на Лежневской прядильно-ткацкой фабрике. Готовился стать лётчиком, поступал в Ковровский аэроклуб, но не прошёл по возрасту. Ему тогда было 16 лет.

## Боевой путь
В Красную Армию был призван в августе 1942 года и направлен на учёбу в Подольское пехотное училище, эвакуированное в город Иваново. В апреле 1943 года, по окончании учёбы, младший лейтенант Грязнов убыл на фронт.
Получил назначение командиром взвода противотанковых ружей в 63-й отдельный батальон ПТР 66-й армии. Участвовал в сражении под Прохоровкой на Курской дуге, освобождении Украины, форсировании Днепра. В декабре 1943 года был тяжело ранен. После выздоровления в свою дивизию не попал. С мая 1944 года и до Победы воевал в составе 13-й гвардейской стрелковой дивизии. Член ВКП(б)/КПСС с 1944 года. Отличился в боях в Висло-Одерской наступательной операции в январе 1945 года.

## Подвиг
14 января 1945 года взвод под командованием лейтенанта Грязнова успешно форсировал реку Нида, отличился в боях за населённый пункт Скжинки (юго-западнее польского города Хмельник) и высоту 205,0. 24 января взвод Грязнова форсировал реку Одер в районе польского населённого пункта Шайдельвитц (современное польское название —   Шидловице). Будучи ранен в ногу, командир остался в строю и продолжал руководить боем. Закрепившись на плацдарме, бойцы взвода обеспечили переправу остальных подразделений полка. В живых осталось во главе с командиром четверо.
Указом Президиума Верховного Совета СССР от 10 апреля 1945 года за образцовое выполнение заданий командования и проявленные мужество и героизм в боях с немецко-фашистскими захватчиками гвардии лейтенанту Грязнову Владимиру Михайловичу присвоено звание Героя Советского Союза с вручением ордена Ленина и медали «Золотая Звезда» (№ 4635).
О высокой награде узнал уже в госпитале в городе Львове. Сбежав из госпиталя, вернулся в свою часть. День Победы встретил в городе Праге.

## После войны
После войны продолжал службу в своей дивизии, в Центральной группе войск, в Вене, столице Австрии. В мае 1946 года гвардии лейтенант Грязнов уволен в запас с должности командира взвода 42-го гвардейского стрелкового полка.
Вернулся на родину. Первое время жил в поселке Лежнево, затем переехал в город Иваново. Работал в областном комитете ВЛКСМ инструктором, заведующим отделом по военно-физкультурной работе. В 1950 году окончил двухгодичную областную партшколу, в 1953 году — заочно среднюю школу. С 1955 года работал директором стадиона ДСО «Красное Знамя».
С 1958 года служил в органах внутренних дел. В 1966 году окончил Торговый институт. До 1970 год работал в отделе кадров, затем заместителем начальника управления. В 1974—1976 годах — председатель областного общества «Динамо». За безупречную службу в органах внутренних дел награждён орденом Красной Звезды и тремя медалями. С 1976 полковник Грязнов — в запасе.
Жил в городе Иваново. Скончался 18 февраля 1998 года. Похоронен на родине, на кладбище поселка Лежнево Ивановской области.

## Награды
Награждён орденами Ленина (10.04.1945), орденом Отечественной войны 1-й степени (1985), двумя орденами Красной Звезды (18.08.1944, 31.08.1971), медалями.

## Память
- В память о нём спортсменами органов внутренних дел ежегодно проводятся соревнования по рукопашному бою на приз «Героя Советского Союза Владимира Михайловича Грязнова». На здании учебного центра «Динамо» в городе Иваново в 2005 году установлена мемориальная доска. Его имя увековечено на мемориале в посёлке Лежнево и мемориале героев-ивановцев в областном центре.
- Мемориальная доска в память о Грязнове установлена Российским военно-историческим обществом на школе № 10 в посёлке Лежнево, где он учился.